# 朱旭 (中将)
朱旭（1890年—1933年），字晓东，云南人，毕业于云南讲武堂，中华民国国民革命军陆军中将。

## 生平
1890年，朱旭出生在大清帝国云南省龙陵县象达乡朱家庄。
孩提时，朱旭在龙陵两级小学读书。之后，朱旭跟着哥哥居住到英属缅甸。

### 归国从军
1911年，孙中山领导辛亥革命推翻了清帝国，朱旭回到云南省，考上云南农业学校。大学毕业之后，朱旭参加了攻打袁世凯的护国讨袁战争。
朱旭又入读云南讲武堂13期，是龙云旗下的将领，后担任国民革命军第99师中将师长、云南盐运使及民政厅长。
1933年7月，朱旭因心脏病在云南省昆明市病逝。

## 轶事
朱旭一生热衷教育事业，其家属在象达捐建了龙陵私立晓东中学。